# Double Vision (Arena)
Double Vision è  il nono album in studio del gruppo rock britannico Arena, pubblicato nel 2015.

## Tracce
1. Zivago Wolf – 4:48
2. The Mirror Life – 6:58
3. Scars – 5:17
4. Paradise of Thieves – 5:10
5. Red Eyes – 6:41
6. Poisoned – 4:28
7. The Legend Of Elijah Shade – 22:39

## Formazione
- John Mitchell – chitarra, cori
- Clive Nolan – tastiere, cori
- Paul Manzi – voce
- John Jowitt – basso
- Mick Pointer – batteria